# Jamie Bamber
Jamie Bamber (Londra, 3 aprile 1973) è un attore britannico.
È sposato con l'attrice inglese Kerry Norton; la coppia ha tre figli. Il suo ruolo più noto è il personaggio di Lee Adama nella serie televisiva Battlestar Galactica.

## Filmografia parziale

### Televisione
- Hornblower – serie TV (1998-2001)
- Poirot (Agatha Christie's Poirot) - serie TV, episodio 7x01 (2000)
- Band of Brothers - Fratelli al fronte (Band of Brothers) – miniserie TV, 3 puntate (2001)
- Ultimate Force – serie TV, 8 episodi (2002-2003)
- Battlestar Galactica – miniserie TV, 2 puntate (2003) – Lee Adama
- Cold Case - Delitti irrisolti (Cold Case) – serie TV, episodio 4x15 (2007)
- Battlestar Galactica – serie TV, 68 episodi (2004-2009) – Lee Adama
- Ghost Whisperer - Presenze (Ghost Whisperer) – serie TV, episodio 2x17 (2007)
- Law & Order: UK – serie TV, 32 episodi (2009-2011)
- Outcasts – serie TV, episodio 1x01 (2011)
- Dr. House - Medical Division (House M.D.) – serie TV, episodio 8x05 (2011)
- CSI: Miami – serie TV, episodio 10x03 (2011)
- Perception – serie TV, episodi 1x02-1x06-1x08 (2012)
- Body of Proof – serie TV, episodi 2x15-2x16-2x17 (2012)
- Monday Mornings – serie TV, 10 episodi (2013)
- NCIS - Unità anticrimine (NCIS) – serie TV, 5 episodi (2014-2015)
- The Smoke – serie TV, 8 episodi (2014)
- John Doe - Vigilante,  regia di Kelly Dolen (2014)
- Rizzoli & Isles – serie TV, episodi 5x12-5x13 (2014-2015)
- Major Crimes – serie TV, episodio 4x03 (2015)
- Fearless – miniserie TV, 6 puntate (2017)
- Counterpart – serie TV, episodio 1x01 (2017)
- Marcella – serie TV, 14 episodi (2016-2018)
- Strike Back – serie TV, 20 episodi (2019-2020)
- Signora Volpe - serie TV, episodi 1x01-1x03 (2022)
- Beyond Paradise – serie TV, 11 episodi (2023-2025)

### Doppiatore
- Tom & Jerry e Robin Hood (Tom and Jerry: Robin Hood and his Merry Mouse), regia di Spike Brandt e Tony Cervone (2012)

## Doppiatori italiani
Nelle versioni in italiano delle opere in cui ha recitato, Jamie Bamber è stato doppiato da:
- Alessandro Quarta in Battlestar Galactica, Signora Volpe
- Massimiliano Manfredi in Perception, Marcella
- Fabio Boccanera in Hornblower
- Fabrizio Russotto in Ultimate Force
- Davide Lepore in Cold Case - Delitti irrisolti
- Vittorio De Angelis in Ghost Whisperer - Presenze
- Riccardo Niseem Onorato in Law & Order: UK
- Emiliano Coltorti in Dr. House - Medical Division
- Roberto Certomà in CSI: Miami
- Andrea Lavagnino in Body of Proof
- Riccardo Scarafoni in Major Crimes
- Francesco Prando in Strike Back

Da doppiatore è sostituito da:
- Paolo De Santis in Tom & Jerry e Robin Hood[1]